# Krystyna Dąbrowska
Pour les articles homonymes, voir Dąbrowska.
Krystyna Dąbrowska est une joueuse d'échecs polonaise née le 5 décembre 1973 à Sokołów Podlaski.

## Biographie et carrière
Championne  du monde junior et championne de Pologne féminine en 1992,  elle a obtenu le titre de grand maître international féminin en 1994.
Lors du tournoi interzonal féminin de 1993, elle marqua 7 points en 13 parties et finit à la 12e-18e place parmi 39 joueuses.
Elle représenta la Pologne lors de trois olympiades féminines d'échecs de 1990 à 1994.